# Ияд Хамуд
Ияд Хамуд е български футболист от ливански произход.

## Биография
Роден на 24 юли 2001 г., баща му е ливанец а майка му българка, има и брат роден в България. Започва кариерата си в Локомотив (Пловдив) през 2009 г. Има 3 мача за мъжкия отбор на пловдивските железничари.
Младежки национал на България, има 4 мача и 3 гола за селекцията до 16 г. и 3 мача и 0 гола за селекцията до 17 г.
През 2017 г. е избран в топ 5 на дебютантите в Първа лига заедно със съотборника си Кристиян Добрев.